# جائزة فرنسا الكبرى 1979
جائزة فرنسا الكبرى 1979 هو سباق فورمولا 1 أقيم بتاريخ 1 يوليو 1979. كان الثامن من أصل 15 في بطولة العالم لسباقات الفورمولا واحد موسم 1979. حلّ الفرنسي جان بيير جابويلي أولا بينما جاء الكندي جيل فيلنوف في المركز الثاني وحصل على المركز الثالث الفرنسي رينيه أرنو.